# FIS wereldkampioenschappen snowboarden 2005
De wereldkampioenschappen snowboarden 2005 werden van 16 tot en met 22 januari 2005 gehouden in Whistler, Canada. Er stonden negen onderdelen op het programma, vijf voor mannen en vier voor vrouwen.

## Medailles

### Mannen
| Onderdeel            | Goud               | Goud | Zilver           | Zilver | Brons             | Brons |
| -------------------- | ------------------ | ---- | ---------------- | ------ | ----------------- | ----- |
| Big Air              | Antti Autti        | FIN  | Matevz Pezek     | SLO    | Andreas Jakobsson | SWE   |
| Halfpipe             | Antti Autti        | FIN  | Justin Lamoureux | CAN    | Kim Christiansen  | NOR   |
| Parallelreuzenslalom | Jasey-Jay Anderson | CAN  | Nicolas Huet     | FRA    | Siegfried Grabner | AUT   |
| Parallelslalom       | Jasey-Jay Anderson | CAN  | Urs Eiselin      | SUI    | Nicolas Huet      | FRA   |
| Snowboardcross       | Seth Wescott       | USA  | François Boivin  | CAN    | Jason Hale        | USA   |

### Vrouwen
| Onderdeel            | Goud               | Goud | Zilver              | Zilver | Brons          | Brons |
| -------------------- | ------------------ | ---- | ------------------- | ------ | -------------- | ----- |
| Halfpipe             | Doriane Vidal      | FRA  | Manuela Laura Pesko | SUI    | Hannah Teter   | USA   |
| Parallelreuzenslalom | Manuela Riegler    | AUT  | Sveltana Boldikova  | RUS    | Doresia Krings | AUT   |
| Parallelslalom       | Daniela Meuli      | SUI  | Heidi Neururer      | AUT    | Doresia Krings | AUT   |
| Snowboardcross       | Lindsey Jacobellis | USA  | Karine Ruby         | FRA    | Maëlle Ricker  | CAN   |

### Medaillespiegel
| Plaats | Land             | Goud | Zilver | Brons | Totaal |
| 1      | Canada           | 2    | 2      | 1     | 5      |
| 2      | Verenigde Staten | 2    | 0      | 2     | 4      |
| 3      | Finland          | 2    | 0      | 0     | 2      |
| 4      | Frankrijk        | 1    | 2      | 1     | 4      |
| 5      | Zwitserland      | 1    | 2      | 0     | 3      |
| 6      | Oostenrijk       | 1    | 1      | 3     | 5      |
| 7      | Rusland          | 0    | 1      | 0     | 1      |
| 7      | Slovenië         | 0    | 1      | 0     | 1      |
| 9      | Noorwegen        | 0    | 0      | 1     | 1      |
| 9      | Zweden           | 0    | 0      | 1     | 1      |
| Totaal | Totaal           | 9    | 9      | 9     | 27     |